# Lago Agrio (canton)
Lago Agrio est un canton d'Équateur situé dans la province de Sucumbíos.